# Pentachlorure de phosphore
Le pentachlorure de phosphore est un composé du phosphore au degré d'oxydation V. C'est un chlorure de l'acide phosphorique.
Même à des températures normales, le pentachlorure se dissocie pour former du trichlorure de phosphore, libérant du chlore. À pression normale, le pentachlorure de phosphore ne fond pas, mais se sublime à partir d'environ 100 °C. Dans un appareil fermé, il fond sous surpression entre 148 et 160,5 °C. Le pentachlorure de phosphore solide cristallin a une structure ionique : [PCl4]+[PCl6]−.
En général, le pentachlorure de phosphore est utilisé comme agent de chloration car il libère très facilement du chlore. Il converti p.e. les acides carboxyliques en chlorure d'acide correspondant. Le dichlorodiphénylméthane peut être préparé par réaction avec la benzophénone.
Parce que le pentachlorure de phosphore libère facilement du chlore gazeux, il est utilisé dans de nombreuses réactions de chloration de composés organiques et inorganiques. Il est particulièrement adapté au remplacement des groupes hydroxyles par du chlore: les acides organiques ou anhydrides d'acide peuvent être transformés en chlorures d'acide et les alcools en chlorures d'alkyle (p.e. le méthanol en chlorure de méthyle).
Avec le dioxyde de soufre, il forme du chlorure de thionyle et du chlorure de phosphoryle.
Il forme également du chlorure de phosphoryle avec l'acide oxalique, l'acide borique ou le pentoxyde de phosphore.
En laboratoire, le chlorure de thionyle est généralement utilisé à la place du pentachlorure de phosphore comme agent de chloration, car il libère du dioxyde de soufre (un gaz), qui est plus facile à éliminer du mélange réactionnel que le chlorure de phosphoryle (un liquide).
Le pentachlorure de phosphore est également un réactif de déshydrogénation. C'est également un catalyseur ou co-catalyseur de certaines réactions chimiques, dont le réarrangement de Beckmann.

## Structure[6]

### Structure géométrique
PCl5 a une structure bipyramide trigonale en accord avec sa formule VSPER AX5. Il présente donc deux types de chlore : les trois atomes de chlore équatoriaux (à 120° les uns des autres) et les deux atomes de chlore apicaux.

### Labilité de la structure
Comme de nombreuses structures bipyramide trigonales, PCl5 a une structure labile, c'est-à-dire que par une pseudorotation de Berry, les deux atomes de chlore apicaux s'échangent avec deux atomes de chlore équatoriaux. Le troisième, inchangé, est appelé pivot de la pseudorotation.

## Propriétés chimiques

### Réaction avec l'eau
Au contact de l'eau, le pentachlorure de phosphore s'hydrolyse et se transforme en chlorure d'hydrogène et en l'acide phosphorique. L'équation de la réaction s'écrit :
PCl5 + 4 H2O  → H3PO4 + 5 HCl

### Réaction avec les alcools
PCl5 est un agent chlorurant qui peut être utilisé pour former un dérivé halogéné RCl à partir d'un alcool  ROH. L'équation de la réaction s'écrit :
PCl5 + ROH  → PCl4OH + RCl
et PCl4OH initialement formé réagit à nouveau avec un autre alcool ou donne l'oxychlorure de phosphore ou trichlorure de phosphoryle POCl3 et HCl.

### Réaction avec les acides carboxyliques
PCl5 réagit avec les acides carboxyliques RCOOH pour donner des chlorures d'acides carboxyliques RCOCl. L'équation de la réaction s'écrit :
PCl5 + RCOOH  → POCl3 + RCOCl + HCl

### Réaction avec les polymères
PCl5 attaque les plastiques et le caoutchouc.

## Consignes de sécurité
Le pentachlorure de phosphore est très toxique et réagit violemment avec l'eau, les oxydes métalliques, les poudres métalliques et les substances organiques, générant de la chaleur et libérant des gaz toxiques tels que le chlorure de phosphoryle, le chlorure d'hydrogène et le chlore gazeux. De plus, le pentachlorure de phosphore réagit avec de nombreux acides et leurs sels pour former les chlorures d'acide correspondants. Le phosgène extrêmement toxique est formé de carbonates et de pentachlorure de phosphore.
Il est également corrosif au contact de la peau et peut être mortel par inhalation. Selon le symbole NFPA c'est une substance qui peut causer des blessures graves ou permanentes. Il est irritant pour les yeux, la peau et le système respiratoire. La vapeur est plus lourde que l'air. OSHA donne une limit d'exposition pendant 8 heures de maximum 1 mg/m³. La limite "Immediately Dangerous to Life or Health" (=IDLH) est de 70 mg/m3 (NIOSH, 2024).